# Blastopsylla octosetulae
Blastopsylla octosetulae är en insektsart som beskrevs av Taylor 1985. Blastopsylla octosetulae ingår i släktet Blastopsylla och familjen rundbladloppor. Inga underarter finns listade i Catalogue of Life.